# 小行星2507
小行星2507（2507 Bobone）是一颗绕太阳运转的小行星，为主小行星带小行星。该小行星于1976年11月18日发现。
該小行星以阿根廷天文學家豪爾赫·博沃內命名。

## 轨道参数
小行星2507的轨道半长轴为2.7808341 UA，离心率为0.084。